# Паскаль-секунда
Паска́́ль-секу́нда (позначення: Па⋅с; pascal-second, Pa⋅s) — похідна одиниця вимірювання у системі SI динамічної в'язкості.
1 Па⋅с відповідає динамічній в'язкості середовища, у якому за ламінарної течії і при різниці швидкостей шарів, які знаходяться на відстані 1 м по нормалі до напряму швидкості, що дорівнює 1 м/с, дотичне напруження становить 1 Па.
Паскаль-секунда має розмірність ML−1T−1, де M — маса, L — довжина і T — час.
Часто застосовується також одиниця системи СГС — пуаз (1П = дин⋅с/см²).
1 Па⋅с=10 П=0,102 кгс⋅с/м².